# Delivered at Terminal
 (mai 2012).
Si vous disposez d'ouvrages ou d'articles de référence ou si vous connaissez des sites web de qualité traitant du thème abordé ici, merci de compléter l'article en donnant les références utiles à sa vérifiabilité et en les liant à la section « Notes et références ».
« Delivered at Terminal » est un incoterm qui remplace le Delivered Ex Quay (DEQ) depuis le 1er janvier 2011. Il est multimodal, donc valide pour tous les types de transports.
Le vendeur a dûment livré dès lors que les marchandises sont mises à disposition de l’acheteur au terminal désigné dans le port ou au lieu de destination convenu.
Le vendeur assume les risques liés à l'acheminement des marchandises et au déchargement au terminal du port (Terminal désigne ici tout lieu, couvert ou non, comme un quai, entrepôt ou  parc à container) ou au lieu de destination convenu.
Les formalités à l’exportation sont effectuées par le vendeur mais par contre celui-ci n’a aucune obligation concernant les formalités douanières à l’importation.